# Stoiculești
Stoiculești – wieś w Rumunii, w okręgu Vâlcea, w gminie Șușani. W 2011 roku liczyła 374 mieszkańców.